# Лептогій Шредера
Лептогій Шредера (Leptogium schraderi) — рідкісний вид лишайників відкритих ландшафтів роду лептогій (Leptogium). Сучасну біномінальну назву надано у 1856 році.

## Будова
Темно-коричневе тіло дрібно-кущисте. Лишайник формує маленькі, 5–15 мм у діаметрі та до 5 мм заввишки дерни. Слань глибоко розділена на вузькі циліндричні переплутані між собою лопаті. Поверхня вкрита одним шаром псевдопаренхіматозних клітин. Серцевина складається з пухко розташованих безбарвних гіф та ланцюжків цианобактерії Nostoc. 

## Поширення та середовище існування
Гірські регіони Європи, Передньої Азії та Північної Африки. В Україні на Кримському півострові (г. Чатир-Даг, Тирке, Долгоруківська яйла, Карабі-яйла) та в Миколаївській області (Снігурівський район). Зустрічається розсіяними групами.

## Природоохоронний статус
Вразливий вид. Включений до третього видання Червоної книги України (2009 р.). В Україні охороняється у геологічному заказнику загальнодержавного значення «Гірський карст Криму». 